# Mike Medavoy

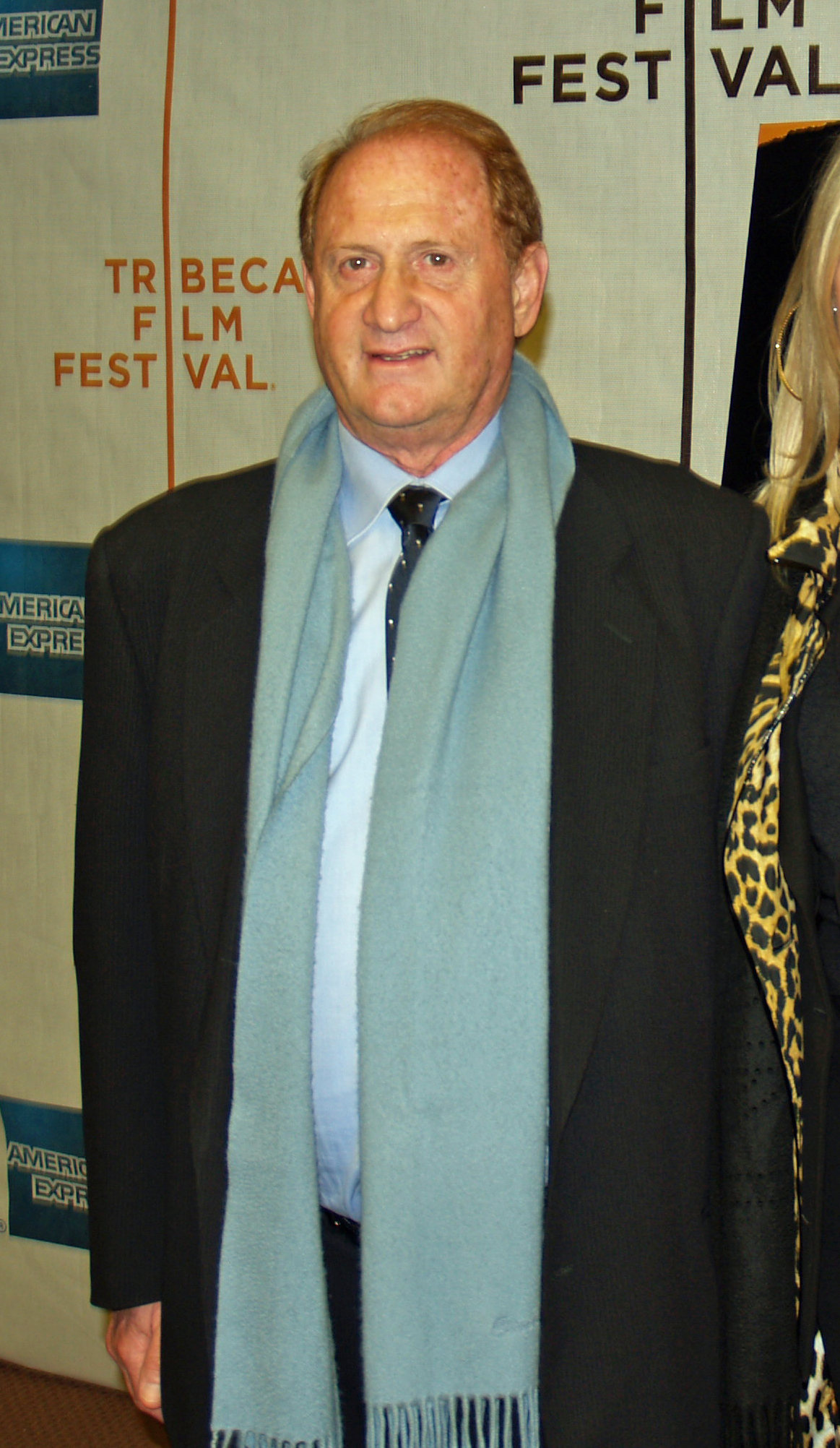
Mike Medavoy (2007)

Morris Mike Medavoy (* 21. Januar 1941 in Hongkou, Shanghai) ist ein US-amerikanischer Filmproduzent und Mitbegründer der Filmproduktionsfirmen Orion Pictures und Phoenix Pictures.

## Leben
Medavoy wurde am 21. Januar 1941 im Shanghaier Ghetto als Sohn zweier Holocaustüberlebender geboren. Von 1947 bis 1957 lebte er in Chile. Medavoy graduierte mit Auszeichnung in Geschichte von der UCLA im Jahr 1963. Im Jahr 1964 fing er in der Poststelle der Universal Studios an. Ein Jahr später wurde er zum Castingleiter befördert. Ein weiteres Jahr später wurde er Talentscout bei der General Artist Corporation. 1971 wurde Medavoy Vizepräsident der International Famous Agency (Filmabteilung), dieses Amt bekleidete er zuvor schon bei der Creative Management Agency. Drei Jahre später, 1974, wurde Medavoy Senior Vice President bei United Artists (Produktion) und war 1978 Mitbegründer von Orion Pictures. Im Jahr 1990 wurde er Vorstandsvorsitzender von TriStar Pictures. Medavoy entdeckte Linda Harrison.
Persönlich war er an der Produktion von mehr als 25 Filmen beteiligt.
Derzeit ist Medavoy CEO von Phoenix Pictures und lebt mit seiner Frau, der ehemaligen Schauspielerin Irena Ferris, die er am 7. Juli 1995 heiratete, und ihrem gemeinsamen Sohn in Beverly Hills.
Sein anderer Sohn, Brian, ist ebenfalls als Produzent tätig.

## Filmografie (Auswahl)
- 1971: The Christian Licorice Store (als Darsteller)
- 2000: The 6th Day
- 2000: Vertical Limit
- 2001: Die Zeit der Schmetterlinge (In the Time of the Butterflies)
- 2003: Basic – Hinter jeder Lüge eine Wahrheit (Basic)
- 2003: Das Geheimnis von Green Lake (Holes)
- 2004: In My Country
- 2005: Stealth – Unter dem Radar (Stealth)
- 2006: Das Spiel der Macht (All the King’s Men)
- 2006: Miss Potter
- 2007: Pathfinder – Fährte des Kriegers (Pathfinder)
- 2007: The Champ (Resurrecting the Champ)
- 2007: Zodiac – Die Spur des Killers (Zodiac)
- 2007: Lizenz zum Heiraten (License to Wed)
- 2010: Shutter Island
- 2010: Black Swan
- 2010: Shanghai
- 2012: Was passiert, wenn’s passiert ist (What to Expect When You’re Expecting)
- 2015: 69 Tage Hoffnung (The 33)
- 2017: The Long Road Home (Miniserie)
- 2023: Die letzte Fahrt der Demeter (The Last Voyage of the Demeter)

## Auszeichnungen (Auswahl)
- 1998 erhielt er eine Auszeichnung für sein Lebenswerk beim Filmfestival in Cannes.[2]
- Auf dem Hollywood Walk of Fame hat Medavoy seit 2005 einen Stern in der Kategorie Film (6801 Hollywood Blvd).
- 2006 gewann er den Hollywood Film Award for Producer of the Year.
- Für  Black Swan war er 2011 in der Kategorie Bester Film für den Oscar nominiert. Im gleichen Jahr wurde er hierfür mit einem Independent Spirit Award ausgezeichnet.